# 张柱国
张柱国（1913年—1992年），男，山西繁峙人，中华人民共和国军事人物，中国人民解放军少将，曾任中国人民解放军公安部队政治部副主任。